# FDP-Bundesparteitag 1952
Koordinaten: 50° 19′ 50″ N, 7° 43′ 43″ O

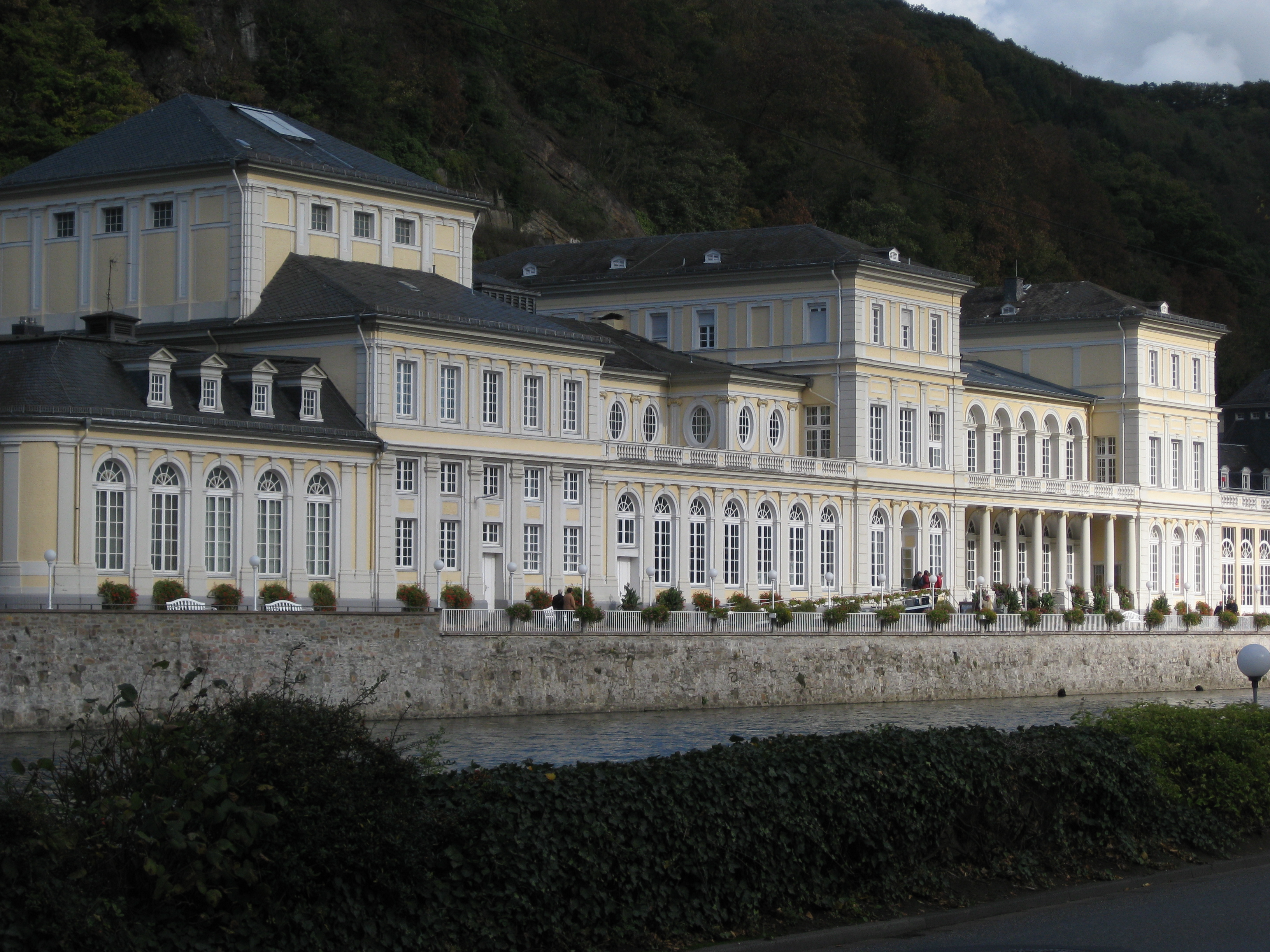
Kurhaus in Bad Ems an der Lahn

Den Bundesparteitag der FDP 1952 hielt die Freie Demokratische Partei vom 18. bis 22. November 1952 im Kurhaus Bad Ems ab. Es handelte sich um den 4. ordentlichen Bundesparteitag der FDP in der Bundesrepublik Deutschland. Der Parteitag wurde durch einen Flügelstreit zwischen einem primär national und einem primär liberal orientierten Flügel geprägt.

## Der Flügelstreit

### Historischer Abriss
Im Sommer 1952 rief der Vorsitzende des nordrhein-westfälischen Landesverbands der FDP, Friedrich Middelhauve, zu einer „Nationalen Sammlung“ auf. Hierzu war in seinem Umkreis ein Deutsches Programm geschrieben worden, das dann auch vom Landesparteitag in Nordrhein-Westfalen verabschiedet wurde. Es zielte darauf ab, die FDP als Partei rechts von der Union im deutschen Parteiensystem zu etablieren. Damit sollte die Wählerbasis der FDP erweitert werden, insbesondere sollten auch ehemalige Soldaten und frühere NSDAP-Anhänger angesprochen werden.
Im Vorstand der Partei kam es im Vorfeld des Parteitags zu heftigen Auseinandersetzungen. Nach dem Selbstverständnis der Beteiligten und ihrem primären politischen Fokus kann hier und im Folgenden von einem nationalen und einem liberalen Flügel gesprochen werden.
Die Partei stand an der Schwelle zur Spaltung, denn die deutliche Mehrheit der Parteitagsdelegierten wurde von den Landesverbänden gestellt, die die primär nationale Ausrichtung unterstützten. Dies waren vor allem Nordrhein-Westfalen, Hessen und Niedersachsen. Die liberal orientierten Landesverbände, die sich in der Minderheit befanden, waren vor allem Bayern, Hamburg, Rheinland-Pfalz, Schleswig-Holstein und die Verbände des im Frühjahr des Jahres gegründeten Landes Baden-Württemberg.
Der nationale Flügel wurde daneben durch hohe Gewinne bei den Kommunalwahlen in Nordrhein-Westfalen 1952 gestützt. Landesweit hatte die explizit national-liberal auftretende FDP 12,6 % der Stimmen erhalten und ihr Wahlergebnis damit nahezu verdoppelt. In Bielefeld stellte sie nun sogar den Oberbürgermeister. Bereits vorher hatte die national-liberal ausgerichtete FDP Hessen in einer Listenverbindung mit dem Gesamtdeutschen Block / Bund der Heimatvertriebenen und Entrechteten (BHE) bei der Landtagswahl 1950 31,8 % der Stimmen erhalten und die CDU überdeutlich auf den dritten Platz verwiesen. Allerdings hatte die FDP/DVP unter Rainhold Maier bei der Wahl zur Verfassungsgebenden Landesversammlung für das dann gegründete Land Baden-Württemberg mit 18 % der Stimmen auch ein beachtenswertes Ergebnis erreicht.
Der Landesverband Nordrhein-Westfalen brachte das Deutsche Programm als Beschlussvorlage auf den Parteitag ein. Als Gegenentwurf dazu brachte daraufhin der Landesverband Hamburg ein Liberales Manifest ein, das stark in klassischen liberalen und demokratischen Traditionen verwurzelt war und in dem zumindest vom Anspruch her das Konzept einer Mitte-Partei vertreten wurde.
Am Vorabend des Parteitags trat der Bundesvorstand zusammen. Bereits hier trafen die Positionen unversöhnlich aufeinander. Der liberale Flügel stellte die Delegiertenzahlen und die satzungsmäßige Wahl der national orientierten Landesverbände in Frage und forderte, die Vorstandswahlen von der Tagesordnung zu nehmen und den Bundesvorstand auf einem Sonderparteitag zu wählen. Eine Einigung gelang nicht.
Der Bundesvorsitzende Franz Blücher hielt sich in seiner Eröffnungsrede zum Parteitag bewusst zurück und vermied Aussagen über den künftigen Kurs der Partei. Für die liberalen Landesverbände sprach danach der Ministerpräsident von Baden-Württemberg, Reinhold Maier, dessen Parteiausschluss zuvor der Landesverband Hessen aufgrund des Eingehens einer Koalition mit der SPD gefordert hatte. Er warnte vor einer „Gefahr von Rechts“ und erklärte, mit entsprechenden Positionen dürfe es keinen Kompromiss geben. Die Gegenrede hielt August-Martin Euler aus Hessen. Er reklamierte „eine Pflicht nach rechts“ für die FDP, nannte Maiers Aussagen „gefährlich“ und „haarstäubend“ und verwies auf die Zustimmung Reinhold Maiers zum Ermächtigungsgesetz 1933.
Am Abend des ersten Parteitages wurden die Verhandlungen zwischen beiden Parteiflügeln bis spät in die Nacht fortgesetzt. Es gelang zuletzt, einen Kompromiss zu finden: Die Anträge beider Seiten sollten nicht beschlossen, sondern an eine Programmkommission überwiesen werden. Der Vorstand sollte weitgehend bestätigt werden. Friedrich Middelhauve sollte als zweiter stellvertretender Vorsitzender gewählt werden. Eine Spaltung der Partei war damit vermieden worden. Der innerparteiliche Konflikt blieb jedoch ungelöst.

### Die Programme – Unterschiede und Gemeinsamkeiten
Das Deutsche Programm und das Liberale Manifest sind nach ihrem Anspruch und sprachlich deutlich unterschiedlich, es gibt aber auch große inhaltliche Übereinstimmungen.
Im von nationalem Pathos getragenen, mit „Aufruf zur Nationalen Sammlung“ überschriebenen, Deutschen Programm bekennt man sich zum Deutschen Reich und erhebt den Anspruch, „eine einheitliche Haltung aller Deutschen in grundsätzlichen Fragen“ erreichen zu wollen. Die Wörter „liberal“ und „demokratisch“ und der Name „FDP“ kommen in dem Programm nicht vor. In rhetorischem Gegensatz hierzu wird im Liberalen Manifest eine „Sammlung aller liberalen Kräfte“ gefordert. Mit dem Eintreten für eine „starke liberale Mitte“ wird der Anspruch erhoben, selbst in der Mitte des politischen Spektrums zu stehen.
Ein wesentlicher Unterschied ist die Haltung zur Entnazifizierung und zum Nationalsozialismus. Im Deutsche Programm stehen hierzu die prägnanten, für sich selbst sprechenden Worte „Wir fordern Widergutmachung des Unrechts, das Nationalsozialismus, Siegerwillkür und Entnazifizierung schufen.“, während im Liberalen Manifest die Entnazifizierung kein Thema ist.
Das nach dem Deutschen Programm wiederzugründende Deutsche Reich sollte ein „dezentraler Einheitsstaat“ ohne Länderparlamente sein und wie die Weimarer Republik ein semipräsidentielles Regierungssystem haben. Neben dem Parlament sollte es eine Art Ständekammer und die Möglichkeit von Volksentscheiden geben. Im Liberalen Manifest bekennt man sich bewusst zur Demokratie und zum Rechtsstaat und zeigt sich im Wesentlichen zufrieden mit dem bestehenden parlamentarischen System, fordert aber die Umwandlung des Bundesrats in einen Senat und eine Stärkung der Kommunen gegenüber den Ländern.
Beiden Programmen gemein ist die Forderung nach starken Freiheitsrechten für die Staatsbürger und ein Bekenntnis zu einer „sozial verpflichteten Marktwirtschaft“. Im Liberalen Manifest wird dabei noch mehr als im Deutschen Programm die wirtschaftliche Freiheit des Einzelnen betont; man äußert sich nur rudimentär zu sozialer Absicherung. Der Sozialismus wird in beiden Programmen mit scharfen Worten verworfen.
In beiden Programmen wird die deutsche Einheit und die Einigung Europas gefordert, im Liberalen Manifest als europäischer Staat, im Deutschen Programm als zukünftiges „Vaterland“. Die – auch militärische – Westbindung wird in beiden Programmen als notwendig erachtet. Die Ausgestaltung der Deutschlandpolitik, die in den 1960er Jahren einen Hauptkonflikt in der FDP darstellen sollte, ist kein Thema.
Auch beiden Programmen gemein ist die Forderung nach gemeinsamem Unterricht aller Kinder in der christlichen Gemeinschaftsschule, was sich insbesondere gegen die Bekenntnisschule richtet.

## Personalia
Der Bundesvorsitzende Franz Blücher wurde ebenso wie sein Stellvertreter Hermann Schäfer im Amt bestätigt. Middelhauve wurde als stellvertretender Vorsitzender gewählt. Auch die Mitglieder des engeren Parteivorstandes Carl-Hubert Schwennicke, Erich Mende, Hans Wolfgang Rubin, Artur Stegner, August-Martin Euler, Reinhold Maier und Herta Ilk wurden gemäß dem gefundenen Kompromiss mit breiten Mehrheiten gewählt.
Einen Eklat gab es bei den Beisitzerwahlen. Eduard Leuze trat hier gegen Walter Erbe an. Erbe zog daraufhin seine Kandidatur zurück. Thomas Dehler wurde vorgeworfen, geheim gehalten zu haben, dass diese Kandidatur Teil des in der Nacht vereinbarten Paketes gewesen sei.

## Bundesvorstand
Dem Bundesvorstand gehörten nach diesem Parteitag an:
| Vorsitzender                 | Franz Blücher |
| Stellvertretende Vorsitzende | Hermann Schäfer, Friedrich Middelhauve |
| Beisitzer                    | August-Martin Euler, Herta Ilk, Ernst Mayer, Erich Mende, Hans Wolfgang Rubin, Artur Stegner, Carl-Hubert Schwennicke |
| Beisitzer Gesamtvorstand     | Konrad Frühwald, Karl Hepp, Arnold Hoffmeister, Eduard Leuze, Paul Luchtenberg, Marie-Elisabeth Lüders, Hans Wellhausen |
| Vertreter der Landesverbände | Wolfgang Haußmann (Baden-Württemberg), Otto Bezold (Bayern), Alfred Günzel (Berlin), Georg Borttscheller (Bremen), Willy Max Rademacher (Hamburg), Oswald Adolph Kohut (Hessen), Alfred Onnen (Niedersachsen), Hans Albrecht Freiherr von Rechenberg (Nordrhein-Westfalen), Anton Eberhard (Rheinland-Pfalz), Bernhard Leverenz (Schleswig-Holstein) |
| Mitglieder per Amt           | Thomas Dehler (Bundesminister), Fritz Neumayer (Bundesminister) |